# Honczary (rejon lachowicki)
Honczary (biał. Ганчары; ros. Гончары) – wieś na Białorusi, w obwodzie brzeskim, w rejonie lachowickim, w sielsowiecie Honczary, przy drodze republikańskiej .

## Historia
W dwudziestoleciu międzywojennym leżały w Polsce, w województwie nowogródzkim, w powiecie baranowickim, w gminie Niedźwiedzica. W 1921 miejscowość liczyła 79 mieszkańców, zamieszkałych w 11 budynkach, wyłącznie Polaków. 66 mieszkańców było wyznania rzymskokatolickiego i 13 prawosławnego.
Po II wojnie światowej w granicach Związku Sowieckiego. Od 1991 w niepodległej Białorusi.